# Feliks Mułka
Feliks Mułka (ur. na kresach wschodnich, zm. 2004 w Trzebnicy) – polski działacz kulturalny, dyrektor Powiatowego Domu Kultury w Kłodzku w latach 1953–1958, a następnie Trzebnickiego Ośrodka Kultury w latach 1963–1988.

## Życiorys
Po zakończeniu II wojny światowej znalazł się na Dolnym Śląsku. W latach 1953–1958 był drugim kierownikiem Powiatowego Domu Kultury w Kłodzku. Przy pomocy aktywu społecznego udało mu się uzyskać znaczne poszerzenie miejsca dla kultury. Powstały nowe gabinety, przybyło pracowników, rozpoczął się werbunek do zespołów artystycznych. Uruchomiono świetlice z czytelnią prasy i grami stolikowymi oraz zorganizowano pomoc świetlicom wiejskim. Przy PDK funkcjonowało w tym czasie 15 zespołów amatorskich, którymi kierowali doświadczeni instruktorzy, m.in. Leonard Lisiewicz (uczeń Zelwerowicza), Kazimierz Piórek, Roman Janeczek, Maksymilian Mróz, Józef Kierasiński. Za jego kadencji kłodzki PDK zajął pierwsze miejsce w Polsce w 1955 roku. 
Na początku lat 60. XX wieku przeniósł się do Trzebnicy, gdzie objął w 1963 roku stanowisko dyrektora Trzebnickiego Ośrodka Kultury, które piastował do swojego przejścia na emeryturę w 1988 roku. Dzięki jego umiejętnością organizatorskim oraz zdolnością zjednywania sobie ludzi rozbudował miejscowe instytucje kulturalne, które z kolei zaważyły na długie lata na trzebnickim życiu kulturalnym. Bezsporną jego zasługą był rozwój placówek kulturalnych na wsi w powiecie trzebnickim i spektakularne sukcesy trzebnickich zespołów na różnego rodzaju przeglądach, a także konkursach.